# Gesoriacum
Gesoriacum es el nombre antiguo de la actual ciudad de Boulogne-sur-Mer, que luego habría tomado el nombre de Bononia en el siglo III. Gesoriacum habría designado la ciudad baja de Boulogne y Bononia la ciudad alta, aunque esta distinción es discutida por algunos.

## Toponimia
Bourdellès muestra que los dos nombres de Gesoriacum y Bononia están atestiguados simultáneamente desde el primer siglo de nuestra era, designando dos distritos diferentes de Boulogne.
Para Bourdellès, el origen de los dos nombres es celta:
- Bononia, que puede interpretarse por la palabra irlandesa bun, es decir "fundación, base, pie de una montaña", y que tiene un equivalente galés.
- Gaesoriacum, un nombre compuesto cuyo segundo elemento se considera oscuro pero el primer elemento contiene gaesum, una palabra gala que los romanos usaban con el significado de " jabalina ". El -iacum final representa el sufijo -(i)acum que localiza el origen.

Contrariamente a las teorías que se suelen esgrimir, el autor saca lógicamente la conclusión de que la ciudad alta tomó el nombre del espolón sobre el que se construyó el campamento romano, es decir, Gesoriacum, y Bononia, que se impondrá finalmente, indicó según él la ciudad baja, es decir, el puerto.

## Historia

### sigloI

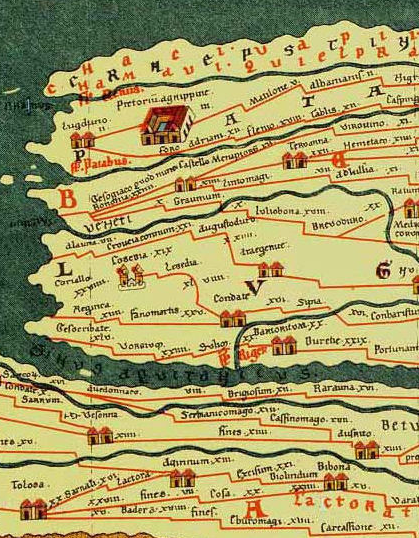
Extracto del mapa de Peutinger mostrando Gesoriacum / Bononia

El sitio de la actual ciudad de Boulogne fue habitado originalmente por los mórinos, un pueblo celta. En tiempos históricos, su territorio estaba limitado: al norte, por el curso del Aa y el Lys ; al este, por el Clarence ; al sur, por el Canche. Virgilio (Eneida, VIII, 727) los calificó como extremi hominum Morini, fórmula que fue retomada con algunas variantes por otros autores latinos. La historia de Boulogne comienza con la primera expedición de César a la isla de Bretaña (ahora Gran Bretaña), en el año 55 a. C. en el marco de las Guerras de las Galias. El estuario de Liane era entonces mucho más ancho y profundo, bien protegido por los acantilados de Châtillon y el Tour d'Odre que se adentraba más en el mar, separados por un estrecho que mira al oeste. Cubriendo el actual distrito de Capécure, se extendía desde los acantilados de Outreau hasta el pie de la meseta de la ciudad alta y ofrecía un refugio lo suficientemente grande y protegido para albergar una gran flota. Para su segunda expedición a Britania, en el año -54, César habría reunido más de 800 navíos. César podría haber establecido su campamento en la ubicación actual de la ciudad vieja. Esta último fue llamado Bononia (nombre de origen celta) sólo más tarde. Desde este primer intento, el destino de Boulogne estuvo ligado al interés de Roma por la isla de Bretaña. Las expediciones de César no tuvieron consecuencias inmediatas y su sucesor, Augusto, frenado por las tareas de pacificación en Hispania y los Alpes, así como por las campañas en Germania, tuvo que aplazar la conquista de la isla para más tarde. Sin embargo, la convergencia hacia el estuario de Liane de las principales carreteras estratégicas durante el establecimiento de la red de carreteras del norte de la Galia, atestigua que el proyecto no fue abandonado y atestigua la elección de este lugar portuario como base de partida mucho antes de la expedición del 43.

#### La construcción de la Torre de la Orden

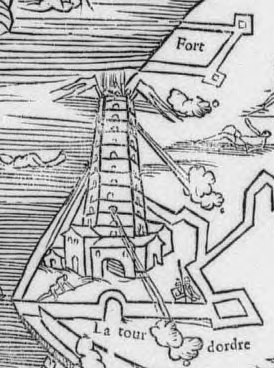
La Tour d'Ordre en un dibujo de figura de 1550

Fue en Boulogne que los romanos, bajo la misma orden de Calígula según Suetonio (Vida de Calígula, cap. XLVI), construyó una torre de una altura prodigiosa... como el Faro», hacia el 39, con vistas a una campaña contra los celtas de Gales, los siluros. Esta construcción atestigua la importancia que los romanos le daban a este recinto portuario. Boulogne siguió siendo famosa hasta la Edad Media por este faro romano, la Tour d'Ordre (Torre de la Orden) situado en un alto acantilado cerca de la playa, que consistía en una torre de mampostería con pisos angostos y en la parte superior de la cual ardía un fuego.

#### Punto de partida para la conquista de Britania
En el año 43 la flota del emperador Claudio conquistó Britania. Punto de paso por el que se establecieron vínculos militares y comerciales con la nueva provincia, sede del portorium y estación del cursus publicus, Gesoriacum se convirtió también en la base de una flota permanente que estuvo I 1 III 3 siglo, sede de la Classis Britannica, flota militar romana que aseguraba el control del Paso de Calais.
Bajo Augusto, la organización administrativa de la Galia convirtió al país de los mórinos en una ciudad con Tarvenna (Thérouanne) como su capital. Mientras esta ciudad, sin un papel económico importante y situada en una región menos densamente poblada que la costa, experimentó un lento desarrollo, Gesoriacum, puerto militar y puerto comercial con puesto aduanero, debió aprovechar su situación para convertirse en la más próspera ciudad de la región. Incluso parece haber disfrutado de cierta autonomía en el siglo I, como lo demuestra la mención de un pagus Gesoriacus que ya no aparece a partir de entonces.

### sigloII
La presencia en Gesoriacum de un sólido campamento militar construido en el primer cuarto del siglo II de nuestra era, aparece como una excepción en una Galia pacificada, en un momento en que las tropas estaban confinadas en las fronteras. La elección de esta ubicación se explica por la situación del puerto, un lugar privilegiado de embarque hacia Britania en el punto de convergencia de las principales carreteras estratégicas que conducen al Rin e Italia. La base naval que allí se estableció no pertenecía a un sistema continental, sino que constituía un elemento del sistema militar de la Britania romana desde el que las escuadras podían abastecer a los distintos puertos de la isla.

### Declive
Después de la revuelta carausiana, la ciudad de los mórinos se dividió a finales del siglo III o principios del siglo IV, y Bononia se convirtió en autónoma.
Zósimo especifica que Bononia (Boulogne) era germánica a finales del IV IV siglo (Bononia germanorum). En efecto, está probado que las costas del Canal de la Mancha y del Mar del Norte ( mare germanicum, litus saxonicum de Malbrancq) fueron colonizadas a partir del siglo IV por los sajones que dejaron sus huellas, particularmente en el interior de Boulogne, en la toponimia.

## Restos
Quedan pocos vestigios de Gesoriacum. El casco antiguo de Boulogne-sur-Mer está rodeado de murallas construidas entre 1227 y 1231 en el lugar exacto de los límites del castrum de Bononia. Las murallas forman un cuadrilátero atravesado por cuatro puertas, sus cimientos se remontan a la época romana (campamento de la Classis Britannica).
El retroceso de la línea de costa bajo la acción del mar erosionó el acantilado y el 29 de julio de 1644 se derrumbó un bloque de acantilado calcáreo, llevándose consigo parte de la Tour d'Ordre, cuyos restos fueron visibles hasta 1930.